# Tomás Escriche y Mieg
Tomás Escriche y Mieg (Burdeos, 1844-Barcelona, 1935) fue un profesor y volapükista español.

## Biografía
Nacido el 7 de marzo de 1844 en la ciudad francesa de Burdeos, era nieto de Juan Mieg. Colaboró con el guadalajareño Francisco Fernández Iparraguirre y fue divulgador de la lengua artificial del volapük.En 1885 fue trasladado de Guadalajara a Bilbao. Escriche, que posteriormente ejerció como profesor del Instituto Balmes de Barcelona, falleció el 25 de enero de 1935 en Barcelona. A finales del siglo XIX se había significado por proponer reformas de la ortografía del español. Estuvo casado con Pilar Mantilla de los Ríos.